# اندلست
{{Infobox settlement
|name=Andelst
|subdivision_type=کشور
|subdivision_name=هلند
|subdivision_type1=استان
|subdivision_name1=Gelderland
|subdivision_type2=شهرستان
|subdivision_name2=Overbetuwe
|area_km2=
|population=1662
|population_as_of=2003
|density=
|website=
|image_shield=
|image_flag=
| مختصات = ۵۱°۵۴′۲۵″ شمالی ۵°۴۳′۴۰″ شرقی / ۵۱٫۹۰۶۹۴°شمالی ۵٫۷۲۷۷۸°شرقی
اندلست (به هلندی: Andelst) یک روستا در هلند است که در Overbetuwe واقع شده‌است.

## خصوصیات
اندلست ۱٬۶۶۲ نفر جمعیت دارد.